# Crithote pannicula
Crithote pannicula är en fjärilsart som beskrevs av Swinhoe 1904. Crithote pannicula ingår i släktet Crithote och familjen nattflyn. Inga underarter finns listade i Catalogue of Life.